# 鄶國
鄶國，或作會國、桧國。西周时代的诸侯国。相传为祝融氏的后代。约在今河南新鄭西北，密縣東南。平王东迁后，鄶國为郑国吞并。
《国语·郑语》记载了西周末年周幽王时代，史伯向郑桓公分析的天下形势。史伯建议郑桓公向周朝的东都成周附近发展，首先向鄶國和虢国寄放财物和妻儿，再寻找机会灭亡这两国，取得根据地。郑桓公和他的继承人郑武公无疑执行了这个战略。
《公羊传·桓公十一年》记载，郑国在东迁后原来居于留（江蘇沛縣附近），郑武公和鄶君夫人通奸，灭亡鄶国，并将郑国迁至鄶国故地。《国语·周语中》记载春秋时代周朝廷的富辰声称，鄶国亡于这位鄶君夫人，这位鄶君夫人被富辰称为叔妘。 
《今本竹书纪年》记载，周平王四年，郑国灭鄶國。《汉书·地理志》的臣瓒注记载，周幽王败死后的第二年，郑国灭鄶國。

## 文學
《诗经》中有《檜風》，记录桧国地区的民歌。《桧风》共有诗４篇，均为西周作品，篇目分别为《羔裘》《素冠》《隰有苌楚》和《匪风》。